# Budaliget
Budaliget (németül Neuriß) Budapest városrésze a II. kerületben az egykori Pesthidegkút község területén. A kerület kertvárosi részéhez tartozik, nagyrészt sík területek jellemzik. 1950-ben csatolták a fővároshoz.

## Fekvése
Budaliget déli része szinte sík, ezen a területen a sakktábla típusú településszerkezet a jellemző, míg az északi részén (a Honfoglalás út feletti területen) a meredek, s az erdőben végződő zsákutcák a meghatározóak.

### Határai
Határai a Hidegkúti út Budapest határától, Máriaremetei út, Hímes utca, a Tátra utca északnyugati oldalán kijelölt vonal és végül a főváros határa a Hidegkúti útig.

## Története
A városrészt eredetileg Szögligetnek nevezték. Az 1920-as években épült ki, családi házas lakóterületként. Várkonyi Mátyás, külügyminisztériumi tisztviselő kezdeményezésére néhány értelmiségi (Kózol Sándor, a Magyar Nemzeti Bank elnökhelyettese, Clair Vilmos, a Párbajkódex szerzője, Szörényi Rezső rendőr-százados, Daróczy Endre erdélyi ügyvéd) egyesületet alakított, Budaliget Érdekeit Védő Egyesület néven. Mivel Magyarországon van Szögliget nevű település, ezért a terület nevét hivatalosan Budaligetre változtatták. Utakat építtettek; a mai utcaneveket is ők adták, ősmagyar nevekből. (Egyedül a remetei szervita templom környékén ragaszkodott az egyház a vallásos elnevezésekhez.) Bevezették a villanyvilágítást és a telefont. A Röszler (Jandák) vendéglőben tekepályát építtettek, ami a társaséletet kulturált formába terelte. A kultúrház a második világháború után jött létre, szintén Várkonyi Mátyás kezdeményezésére.
Budaligetet 1950-ben csatolták a fővároshoz, a II. kerület részeként.

## Oktatás

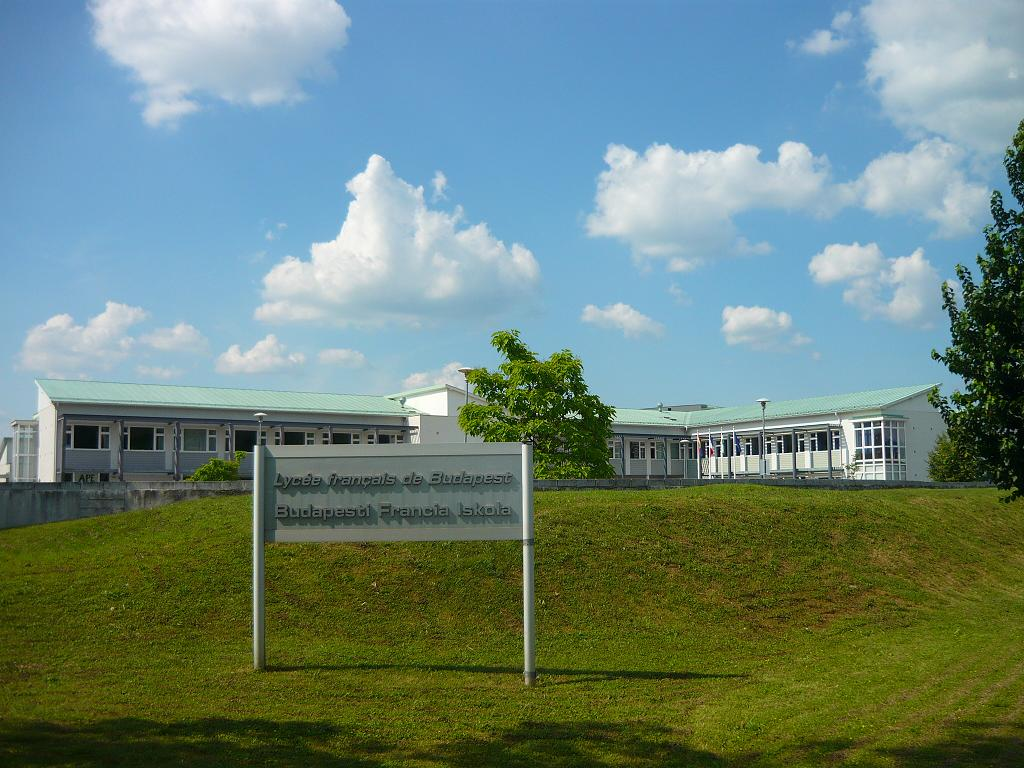
A Budapesti Francia Iskola

Budaligeten található 2002 szeptembere óta a Budapesti Gustave Eiffel Francia Általános Iskola és Gimnázium (Lycée Français Gustave Eiffel de Budapest), mely francia tantervet követ, tanulói elsősorban francia állampolgárságú diákok, de igen jelentős a magyar és más nemzetekhez tartozó diákok száma is.

## Lakók és ingatlanpiac
Budaligetet főleg a ’90-es években idetelepült felső- és felső-középosztálybeliek lakják, illetve az idősödő helybeli népesség. Jelentős a külföldi népesség a kerületre jellemzően, amely részben a külföldi oktatási intézmények közelségének tudható be (Gustave Eiffel Francia Általános Iskola és Gimnázium, Amerikai Nemzetközi Iskola, International Business School, Greater Grace International School). 
Budaliget a II. kerületben található, mely az ország legmagasabb értékövezeti átlagával bír, így ez jelentősen befolyásolja az ingatlanpiaci árakat. Budaligeten 1000-nél is több ingatlan található. A négyzetméterárak az új építésű házak esetében átlagosan 500 000 Ft-tól kezdődnek. A telekárak utcáról utcára mások, de jellemzően 40-70 milliós tartományba esnek a méretek függvényében. A telkek általában kisebbek (600-800 nm) így a házak sűrűbben helyezkednek el. 
Budaligeten relatíve alacsony a beépíthetőségi százalék, zöldövezeti jellege miatt, így jellemzőek a nagy alapterületű több szintes esetleg több generációs házak, magas komfortfokozattal. Említésre méltó a megújuló energiaforrások elterjedt használata. Az ingatlanárak elmaradnak a Rózsadomb villáinak áraitól, azonban így is igen borsosak.
Budaliget csendes, kellemes, amerikai típusú, modern kertvárosként jellemezhető.

## Közlekedés
Budaliget közlekedését a 157A (Hűvösvölgy – Budaliget, Géza fejedelem útja) illetve a 157 (Hűvösvölgy – Solymár, Kerekhegy) jelzésű autóbuszok szolgálják ki. Budaliget határán közlekednek továbbá az 57-es, a 64-es, a 64A, a 164-es, a 257-es és a 264-es jelzésű autóbuszok.
Budaliget éjszakai közlekedést a 956 jelű autóbusz szolgálja ki, mely Pécel és Budaliget határa (máriaremetei Kisboldogasszony-bazilika) között közlekedik Budapest belvárosán át.).

## Itt lakott/lakik
- Clair Vilmos (80 éves korától)
- Gyulai Gaál János zeneszerző (1957-től)
- Csaba Gyula őrnagy,  1950-53 között a tatai Rákosi Mátyás Páncélos Tiszti Iskola politikai tisztje (a Kózol-villában, 1956-ban).
- Moór Marianna Kossuth- és kétszeres Jászai Mari-díjas magyar színésznő, érdemes és kiváló művész, Halhatatlanok Társulatának örökös tagja.
- Presser Gábor  Erkel Ferenc- és Kossuth-díjas magyar zeneszerző, zongorista, énekes
- Kovács László szocialista politikus, volt külügyminiszter, az MSZP volt elnöke, az Európai Bizottság volt adó- és vámügyi biztosa, 2010 júliusa óta az MSZP alelnöke
- Geszti Péter EMeRTon-díjas magyar dalszövegíró, énekes, reklámszakember
- Balázs Péter Jászai Mari-díjas magyar színművész, rendező, színházigazgató
- Ragályi Elemér operatőr
- Cserna Antal színész, rendező
- Szalay Krisztina színművésznő
- Markos György színész, humorista, parodista
- Madaras József színész
- Pápai Erika színésznő, szinkronszínész
- Angelina Jolie és Brad Pitt 2011-ben a Brad Pitt rendezésében készülő "World War Z" című film forgatásakor családjukkal itt béreltek ingatlant